# メタモルフォーシ
メタモルフォーシ（Metamorfosi）は、ローマ出身のイタリアン・シンフォニック・ロック・バンド。
彼らは『6番目の日』（1972年）、『インフェルノ』（1973年）、『神曲 (天国編)』（2004年）、『Purgatorio』（2016年）という4枚のスタジオ・アルバムをリリースした。後者の3作は、ダンテの『神曲』をベースにしたコンセプト・アルバムである。特に『インフェルノ』は、プログレッシブ・ロック・ファンの間で高い評価を得ている。

## ディスコグラフィ

### スタジオ・アルバム
- 『6番目の日』 - ...e fu il sesto giorno (1972年)
- 『インフェルノ』 - Inferno (1973年)
- 『神曲 (天国編)』 - Paradiso (2004年)
- Purgatorio (2016年)

### ライブ・アルバム
- La Chiesa Delle Stelle - Live in Rome (2011年)